# گروه توحیدی صف
گروه توحیدی صف به محوریت محمد بروجردی مشهور به میرزا، در پی اختلاف ایدئولوژیک برخی از اعضای سازمان مجاهدین خلق و توسط برخی اعضای مذهبی جداشده از این سازمان و افرادی از اعضای محافل و هیئت‌های مذهبی در سال ۱۳۵۴ بنیان گذاشته شد. او در پی آشنایی با محسن کنگرلو از اعضای گروه فجر اسلام که اعتقاد به فعالیت فرهنگی داشت، تشکیلاتی را پایه‌ریزی کرد که اهم فعالیت آن نظامی بود.

## شکل‌گیری و اعضا
اکبر براتی، از اعضای بعدی گروه بود. او پیشتر از اعضای سازمان مجاهدین خلق بود که از پس تحولات ایدئولوژیکش از آن بریده بود. از دیگر اعضای اولیه گروه، علی تحیری مشهور به آقا مصطفی، یکی از فراریان ارتش بود که آموزش نظامی کسانی را که به عضویت گروه درمی‌آمدند را در بیابان‌های اطراف ورامین به عهده گرفت.
این تشکیلات ساختارمند بود؛ اما نه به این معنا که سلسله مراتب حاکم باشد و هیچ‌کس حق سؤال کردن نداشته باشد. گروه را به شکل هسته‌های جدا از هم تشکیل داده‌بودند که اگر به بخشی ضربه خورد، بخشهای دیگر آسیب نبینند. گروه از سال ۱۳۵۵ تشکیل و در سال ۱۳۵۶ دیگر کامل شد. هر هسته به‌طور کامل از هستهٔ دیگر بی‌اطلاع بود و به هر کدام یک آموزش و عملیات سپرده می‌شد. در این ارتباط بعضی از اصفهان هم وصل شدند که صف اصفهان شکل گرفت و خیلی زود هم وارد عملیات شد.
محسن آرمین از جمله دانشجویان پیوسته به سازمان بود. افراد عضو هسته مرکزی شامل محمد بروجردی، مجید بیگ‌زاده، هادی بیگ‌زاده، محسن آرمین، عباسعلی احمدی و حسین صادقی بود و در هسته اصفهان نیز افرادی چون سلمان صفوی، محمد منتظری و سیدمهدی هاشمی عضویت داشتند. آنان با شناسایی و جذب فعالان هیئتی یا بریدگان از سازمان مجاهدین خلق یک تشکیلات نیرومند چریکی را پی‌ریزی کردند. گروه توحیدی صف برای مبارزه با رژیم شاه، استراتژی جنگ مسلحانه را انتخاب کرد و عملیات نظامی خود را علیه حامیان شاه و آمریکایی‌ها آغاز کرد. حسین صادقی و محمد بروجردی به سوریه و لبنان رفتند و پس از گذراندن دوره آموزش نظامی در سازمان الفتح فلسطین، با امام موسی صدر و محمد منتظری ارتباط برقرار کردند و سپس، با مقادیری مواد منفجره اهدایی الفتح به ایران بازگشتند.

## عملیات نظامی و ترورها
در دی ماه ۱۳۵۶ همزمان با سفر کارتر گروه فعال‌تر از پیش شد. انفجار موتورخانه کاخ جوانان و انهدام بزرگترین دکل برقی که بخش عظیمی از برق تهران را تأمین می‌کرد، انفجار و اشتعال کارخانه کیان تایر و تخریب مشروب‌فروشی‌ها، از جمله این عملیات بود.
به گفته حسین مظفر، گروه توحیدی صف همزمان با سفر ژنرال هایزر فرستاده ویژه آمریکا طرح ترور وی را برنامه‌ریزی کرده بود که با خروج ناگهانی وی از کشور ناکام ماند. مهم‌ترین عملیات نظامی این گروه بمب‌گذاری در رستوران سنتی خوانسالار تهران، واقع در میدان آرژانتین، در ۲۲ مرداد ۱۳۵۷ بود. روزنامه اطلاعات فردای آن روز در خبری نوشت: «در انفجار رستوران سنتی خوانسالار تهران واقع در حوالی میدان آرژانتین، یک تن کشته و ۴۵ نفر زخمی شدند که حال پنج تن از آنان وخیم گزارش شده‌است. در اثر این انفجار دست و پای عده‌ای قطع شد و یک نفر شنوایی خود را از دست داد. به هنگام انفجار حدود ۷۰ نفر در رستوران بودند. ده تن از زخمی‌ها آمریکایی بودند. انفجار توسط بمب بوسیله فرد ناشناسی رخ داد که بعداً در بیمارستان درگذشت». عباس‌علی احمدی که به همراه علی تحیری مجری این بمب‌گزاری بود در این واقعه یک دست و یک پایش را از دست داد و کشته شد.
روز ۱۹ مهرماه ۱۳۵۷ مهرماه گروه توحیدی صف مسئولیت انفجار بمبی در اصفهان را نیز برعهده گرفت. انفجاری که هشت آمریکایی در آن مجروح شدند. این بمب توسط چند ناشناس به سوی یک اتوبوس دولتی که حامل ۱۲ کارمند آمریکایی بود، پرتاب شده بود. در این حادثه اعضای گروه صف موفق به فرار شدند.

## انحلال
هرچند که گروه صف هیچ‌گاه آغازی رسمی نداشته‌است که پایانی رسمی را بتوان برایش تصور کرد، اما بازگشت روح‌الله خمینی و سهم این گروه در مراسم استقبال تا تشکیل سپاه فصل دیگر، و این بار علنی از فعالیت‌های این گروه شبه نظامی است
در زمان اقامت روح‌الله خمینی در پاریس، گروه صف متوجه شد که او نظر چندان مثبتی به عملیات مسلحانه ندارد، پس گروه خود را با روحانیت هماهنگ کرد. برای راهپیمایی اربعین طبق نظر دکتر بهشتی با چند گروه مبارز اسلام‌گرای دیگر جبهه متحدی را تشکیل دادند و برای این منظور از سوی گروه صف دو تیم عملیاتی مورد آموزش قرار گرفت تا در یک تظاهرات مسلحانه شرکت کرده و در صورت لزوم مطابق دستور عمل کنند. آن‌ها با پول‌هایی که خمینی با کمک ابراهیم یزدی و از راه خاک ترکیه برای گروه فرستاد اسلحه‌های بیشتری تهیه کردند. در زمان بازگشت خمینی به ایران از جمله گروه‌های مسلح کمیته استقبال امام، گروه توحیدی صف بود. اکبر براتی، محمد بروجردی و علی تحیری حدود شش تا هشت تیم تشکیل دادند تا از لحظه ورود تا پایان مراسم از خمینی حفاظت کنند. دو نفر از افراد صف با لباس روحانی و در حالی که مسلسلی زیر عبا داشتند محافظان او در زمان سخنرانی بودند.
در پی مسجل شدن انقلاب و احتیاج انقلابیون به یک تشکیلات نظامی و انقلابی منسجم، گروه توحیدی صف با شش گروه دیگر تلفیق شده و سازمان مجاهدین انقلاب اسلامی را تشکیل دادند. محمد بروجردی رهبر گروه توحیدی صف پس از انقلاب در زمره بنیانگذاران سپاه پاسداران انقلاب اسلامی بود.